# Documento Auxiliar da Nota Fiscal Eletrônica
O DANFE (Documento Auxiliar da Nota Fiscal Eletrônica) é utilizado para acompanhar o trânsito da mercadoria. É uma representação gráfica simplificada da Nota Fiscal Eletrônica, em papel comum e em via única. Conterá impressa, em destaque, a chave de acesso para consulta da NF-e na Internet, e um código de barras bi-dimensional que facilitará a captura e a confirmação de informações da NF-e pelas unidades fiscais.

## Definição
O "DANFE" não é uma nota fiscal, nem substitui uma nota fiscal, servindo apenas como instrumento auxiliar para consulta da NF-e, pois contém a chave de acesso da NF-e, que permite ao detentor desse documento confirmar a efetiva existência da NF-e através do Ambiente Nacional (RFB) ou site da SEFAZ na Internet.
O contribuinte destinatário, não emissor de NF-e, poderá escriturar os dados contidos no DANFE para a escrituração da NF-e, sendo que sua validade ficará vinculada à efetiva existência da NF-e nos arquivos das administrações tributárias envolvidas no processo, comprovada através da emissão da Autorização de Uso. O contribuinte emitente da NF-e, realizará a escrituração a partir das NF-e emitidas e recebidas…